# بيتي ديفيز
بيتي ديفيز (بالإنجليزية: Betty Ann Davies)‏ هي ممثلة بريطانية، ولدت في 24 ديسمبر 1910 بلندن في المملكة المتحدة، وتوفيت في 14 مايو 1955 بمانشستر في المملكة المتحدة.

## وصلات خارجية
- بيتي ديفيز على موقع IMDb (الإنجليزية)
- بيتي ديفيز على موقع ميوزك برينز (الإنجليزية)
- بيتي ديفيز على موقع قاعدة بيانات برودواي على الإنترنت (الإنجليزية)
- بيتي ديفيز على موقع قاعدة بيانات الفيلم (الإنجليزية)